# Gustaw Grabowski
Gustaw Jan Grabowski (ur. 1806, zm. w czerwcu 1831) – hrabia, kamerjunkier dworu królewskiego Mikołaja I Romanowa w 1830 roku, powstaniec listopadowy.

## Życiorys
Był synem marszałka wołkowyskiego Kazimierza Grabowskiego i kasztelanki warszawskiej Moniki Sobolewskiej. 28 czerwca 1807 Gustaw Jan Grabowski został ochrzczony w Izabelinie. 26 maja 1831 Gustaw uczestniczył jako porucznik 2 Pułku Ułanów w bitwie pod Ostrołęką. W trakcie starcia zbrojnego został ciężko ranny. 9 czerwca 1831 na łożu śmierci Grabowski otrzymał Krzyż Złoty Orderu Virtuti Militari za swoje osiągnięcia wojskowe. Gustaw Jan Grabowski został pochowany 24 czerwca 1831 w Warszawie.